# Formerie
Formerie is een fusiegemeente (commune nouvelle) in het Franse departement Oise (regio Hauts-de-France). De plaats maakt deel uit van het arrondissement Beauvais. De gemeente Formerie is op 1 januari 2019 ontstaan door de fusie van de gemeenten Boutavent en de per die datum opgeheven gemeente Formerie. De opgeheven gemeenten kregen de status van commune deleguée. De gemeente telde 2.101 inwoners op 1 januari 2022. In de gemeente ligt spoorwegstation Formerie.

## Geografie
De oppervlakte van bedroeg op 1 januari 2022 12,82 vierkante kilometer; de bevolkingsdichtheid was toen 163,9 inwoners per km².

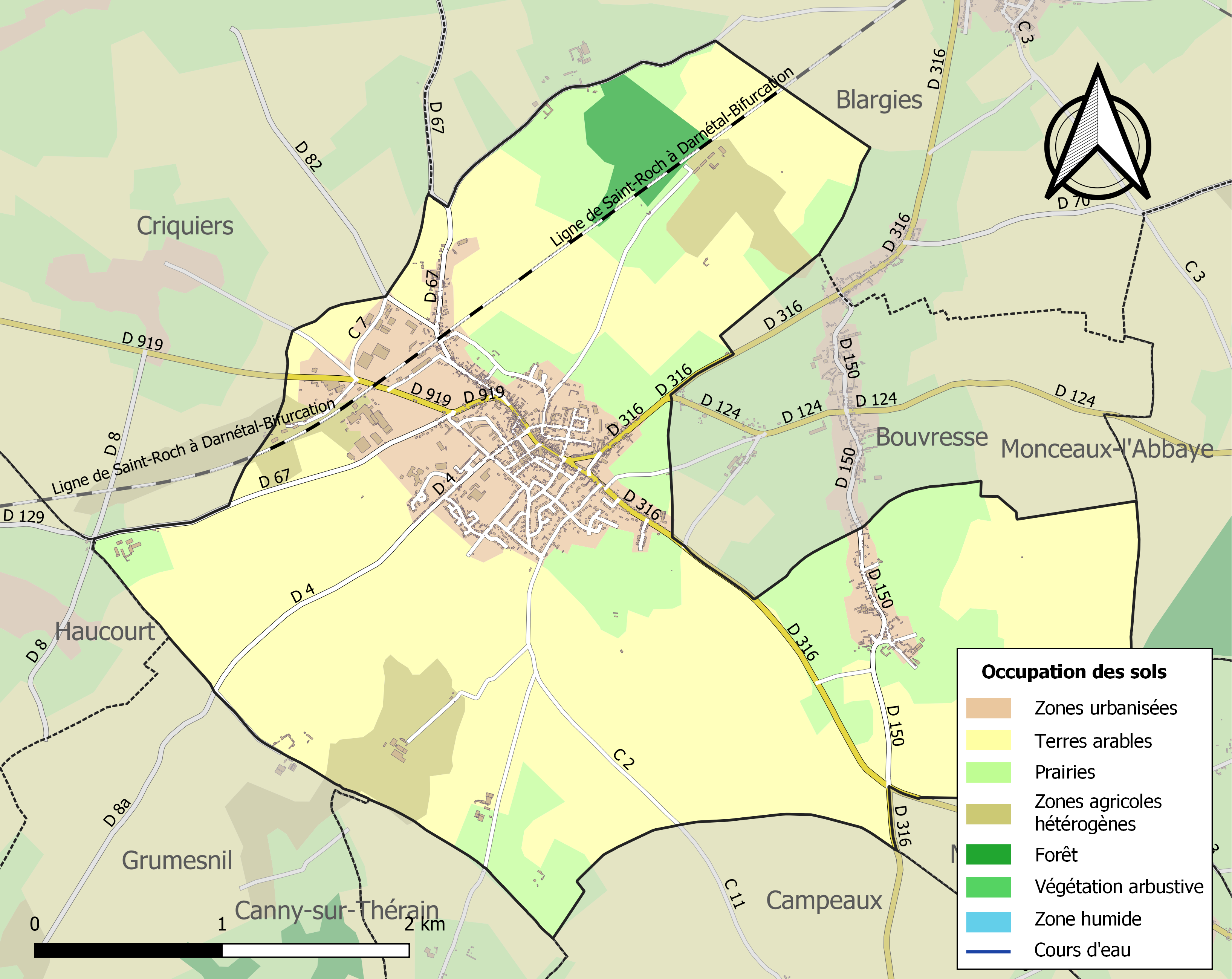
Kaart van de gemeente met belangrijkste infrastructuur, bodemgebruik en omliggende gemeenten

## Demografie
Onderstaande figuur toont het verloop van het inwonertal.

## Afbeeldingen

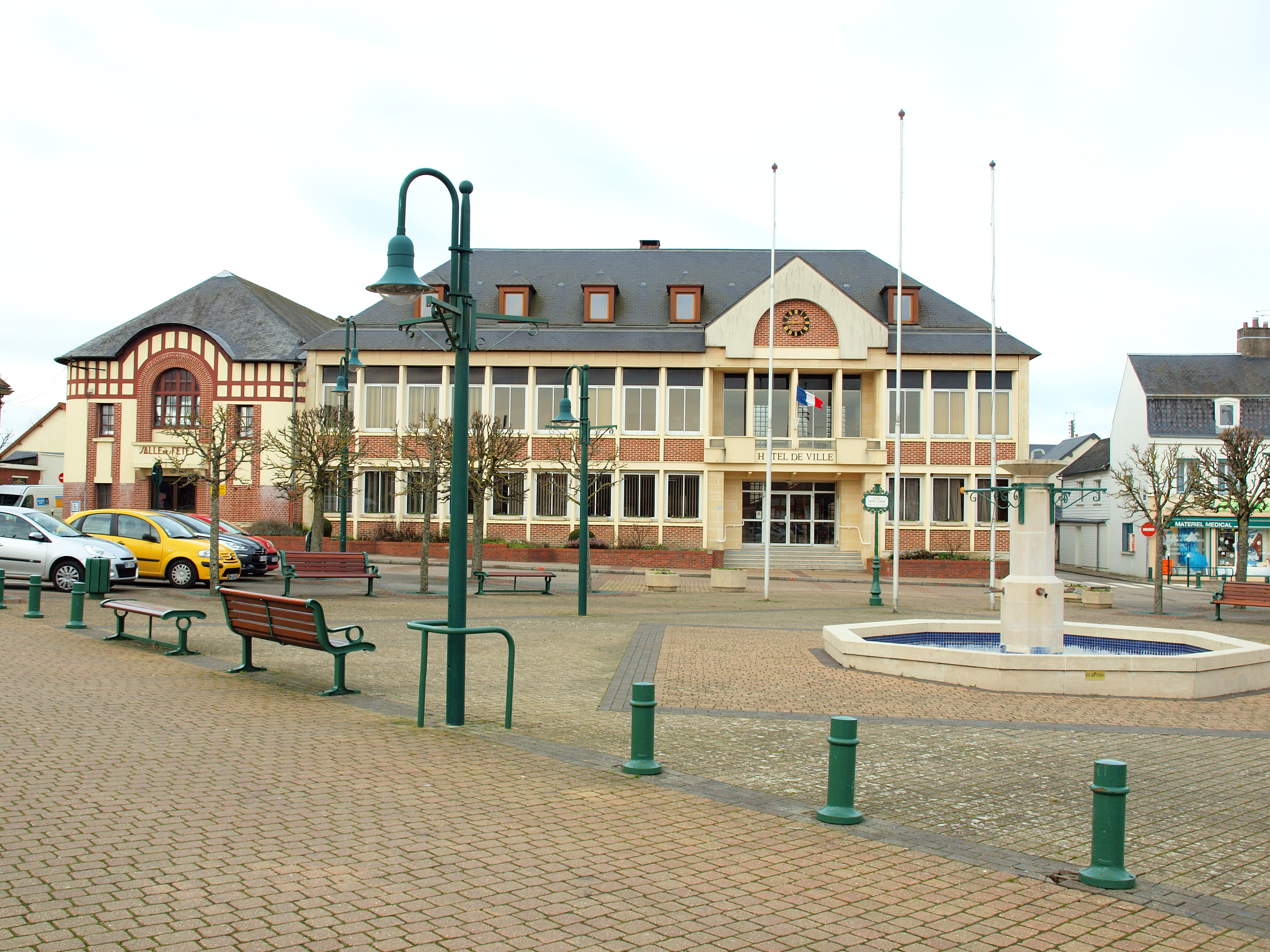
Gemeentehuis (in Formerie)
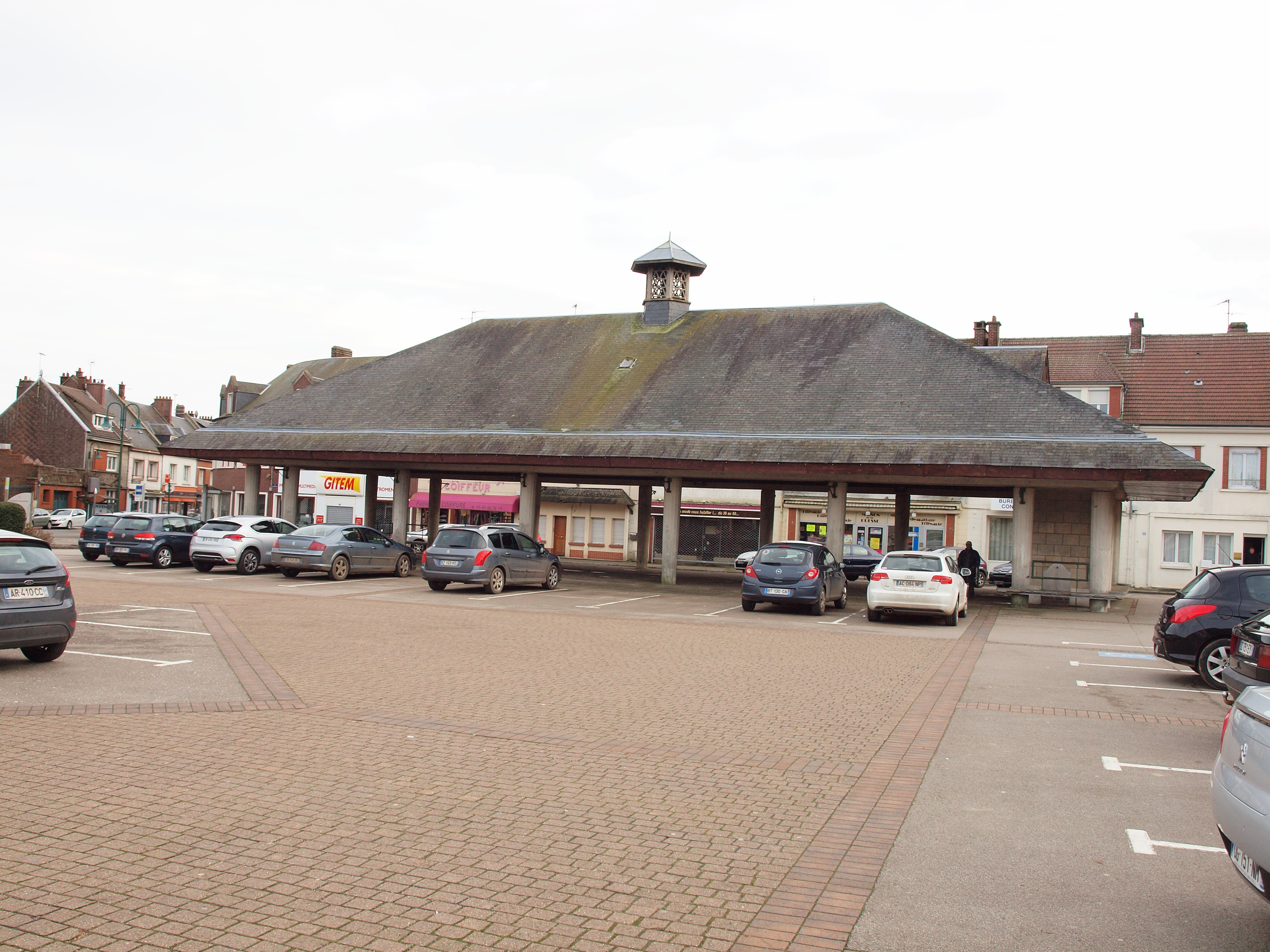
Markthal (in Formerie)
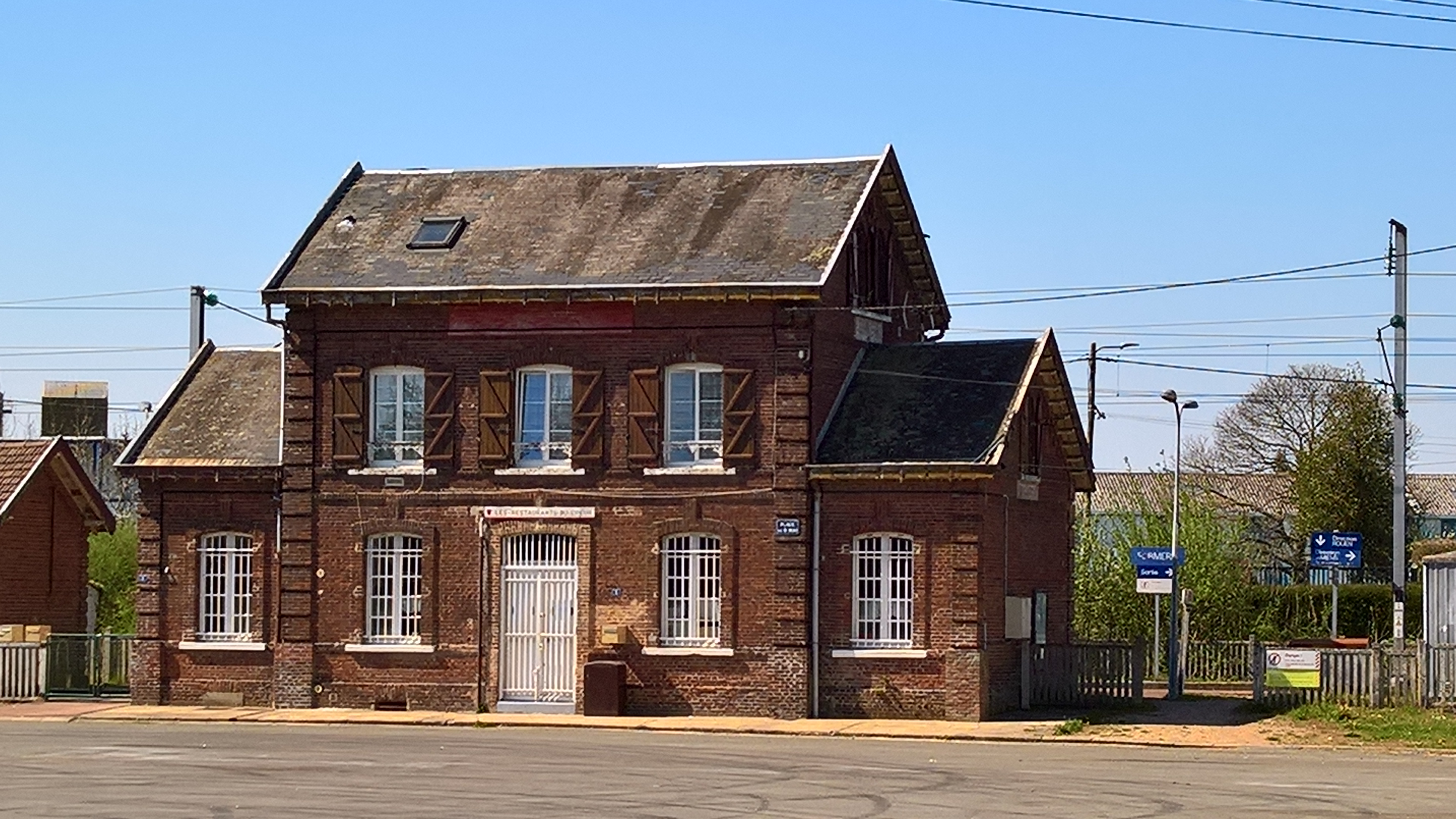
Station